# Гергард Нольте
Гергард Нольте (нім. Gerhard Nolte; 23 січня 1922 — 20 квітня 1945) — німецький офіцер-підводник, оберлейтенант-цур-зее крігсмаріне.

## Біографія
1 грудня 1939 року вступив на флот. З червня 1941 по січень 1942 року пройшов курс підводника. В січні-вересні 1942 року — офіцер взводу 2-ї навчальної дивізії підводних човнів. З 12 листопада 1942 року — 1-й вахтовий офіцер на підводному човні U-648. В серпні-вересні 1943 року пройшов курс командира човна. З 21 жовтня 1943 по 11 жовтня 1944 року — командир U-1194. В жовтні 1944 року переданий в розпорядження 22-ї флотилії. З 19 грудня 1944 року — командир U-704. 24 березня 1945 року був знятий з посади через хворобу і переданий в розпорядження 1-го навчального дивізіону підводних човнів. Зник безвісти.

## Звання
- Кандидат в офіцери (1 грудня 1939)
- Морський кадет (1 травня 1940)
- Фенріх-цур-зее (1 листопада 1940)
- Оберфенріх-цур-зее (1 листопада 1941)
- Лейтенант-цур-зее (1 травня 1942)
- Оберлейтенант-цур-зее (1 грудня 1943)